# Laccoporus
Laccoporus là một chi bọ cánh cứng trong họ Dytiscidae.
Chi này được J.Balfour-Browne miêu tả khoa học năm 1939.

## Các loài
Các loài trong chi này gồm:
- Laccoporus nigritulus (Gschwendtner, 1936)
- Laccoporus viator J.Balfour-Browne, 1939